# Kapusteana, Obuhiv
Kapusteana (în ucraineană Капустяна) este un sat în comuna Stari Bezradîci din raionul Obuhiv, regiunea Kiev, Ucraina.

## Demografie
Componența lingvistică a localității Kapusteana
     Ucraineană (100%)
Conform recensământului din 2001, toată populația localității Kapusteana era vorbitoare de ucraineană (100%).